# Campeonato Mundial de Futebol de Salão de 1982
O Campeonato Mundial de Futebol de Salão de 1982, foi a primeira edição do Campeonato Mundial de Futebol de Salão - FIFUSA . Tendo como país sede o Brasil. Contou com a presença de dez países, divididos em dois grupos, dos quais os primeiros e segundos colocados avançaram para a fase final. Os jogos foram disputados no ginásio do Ibirapuera em São Paulo .
A seleção brasileira campeã, dirigida pelo técnico Júlio César Vieira, contou com a equipe base formada por Beto, Walmir, Jackson, Cacá e Douglas..

## Heróis da conquista brasileira
Legenda
- : Capitão

## Primeira fase

### Grupo A
| País            | P | J | V | E | D | GP | GC | SG  |
| --------------- | - | - | - | - | - | -- | -- | --- |
| Brasil          | 8 | 4 | 4 | 0 | 0 | 28 | 2  | 26  |
| Uruguai         | 6 | 4 | 3 | 0 | 1 | 16 | 2  | 14  |
| Tchecoslováquia | 3 | 4 | 1 | 1 | 2 | 9  | 8  | 1   |
| Argentina       | 3 | 4 | 1 | 1 | 2 | 7  | 14 | -7  |
| Costa Rica      | 0 | 4 | 0 | 0 | 4 | 5  | 35 | -30 |

| 30 de maio | Brasil | 5 - 0 | Argentina |  |
|            |        |       |           |  |

| 31 de maio | Uruguai | 2 - 0 | Tchecoslováquia |  |
|            |         |       |                 |  |

| 31 de maio | Brasil | 14 - 0 | Costa Rica |  |
|            |        |        |            |  |

| 1 de junho | Brasil | 4 - 1 | Tchecoslováquia |  |
|            |        |       |                 |  |

| 1 de junho | Uruguai | 8 - 1 | Costa Rica |  |
|            |         |       |            |  |

| 2 de junho | Argentina | 1 - 1 | Tchecoslováquia |  |
|            |           |       |                 |  |

| 3 de junho | Argentina | 6 - 3 | Costa Rica |  |
|            |           |       |            |  |

| 3 de junho | Brasil | 5 - 1 | Uruguai |  |
|            |        |       |         |  |

| 4 de junho | Tchecoslováquia | 7 - 1 | Costa Rica |  |
|            |                 |       |            |  |

| 4 de junho | Uruguai | 5 - 0 | Argentina |  |
|            |         |       |           |  |

### Grupo B
| País          | P | J | V | E | D | GP | GC | SG  |
| ------------- | - | - | - | - | - | -- | -- | --- |
| Paraguai      | 8 | 4 | 4 | 0 | 0 | 27 | 5  | 22  |
| Colômbia      | 4 | 4 | 2 | 0 | 2 | 13 | 7  | 6   |
| Países Baixos | 4 | 4 | 2 | 0 | 2 | 8  | 14 | -6  |
| Itália        | 2 | 4 | 1 | 0 | 3 | 7  | 11 | -4  |
| Japão         | 2 | 4 | 1 | 0 | 3 | 4  | 22 | -18 |

| 30 de maio | Japão | 2 - 0 | Itália |  |
|            |       |       |        |  |

| 31 de maio | Colômbia | 5 - 0 | Japão |  |
|            |          |       |       |  |

| 31 de maio | Paraguai | 5 - 3 | Itália |  |
|            |          |       |        |  |

| 1 de junho | Holanda | 3 - 2 | Japão |  |
|            |         |       |       |  |

| 1 de junho | Itália | 3 - 2 | Colômbia |  |
|            |        |       |          |  |

| 2 de junho | Paraguai | 6 - 1 | Holanda |  |
|            |          |       |         |  |

| 3 de junho | Colômbia | 5 - 2 | Holanda |  |
|            |          |       |         |  |

| 3 de junho | Paraguai | 14 - 0 | Japão |  |
|            |          |        |       |  |

| 4 de junho | Paraguai | 2 - 1 | Colômbia |  |
|            |          |       |          |  |

| 4 de junho | Holanda | 2 - 1 | Itália |  |
|            |         |       |        |  |

## Fase final

### Confrontos
|  | Semifinais | Semifinais |   |         | Final          | Final |  |
|  |            |            |   |         |                |       |  |
|  |            |            |   |         |                |       |  |
|  | Brasil     | 4          |   |         |                |       |  |
|  | Colômbia   | 1          |   |         |                |       |  |
|  |            |            |   |         |                |       |  |
|  |            |            |   |         |                |       |  |
|  |            |            |   |         | Brasil         | 1     |  |
|  |            | Paraguai   | 0 |         |                |       |  |
|  |            |            |   |         |                |       |  |
|  |            |            |   |         |                |       |  |
|  |            |            |   |         | Terceiro lugar |       |  |
|  |            |            |   |         |                |       |  |
|  | Paraguai   | 2          |   | Uruguai | 0 (2)          |       |  |
|  | Uruguai    | 0          |   |         | Colômbia       | 0 (1) |  |

## Finais

### Disputa de 3º Lugar
| 6 de junho de 1982 | Colômbia | 0 – 0 | Uruguai                                    |  |
|                    |          |       | - Nos Penaltis, O Uruguai venceu por 2 a 1 |  |

### Final
| 6 de junho de 1982 | Brasil           | 1 – 0      | Paraguai | Local: Ginásio do Ibirapuera |
|                    | Jackson 7' (2ºT) | Reportagem |          | Árbitro: Hermes Mancilla     |

| Brasil | Paraguai |

## Premiação
| Campeonato Mundial de Futebol de Salão de 1982 |
| ---------------------------------------------- |
| Brasil 1º título                               |